# Maroeuil Communal Cemetery
Maroeuil Communal Cemetery is een begraafplaats gelegen in de Franse plaats Maroeuil (Pas-de-Calais). De militaire graven worden onderhouden door de Commonwealth War Graves Commission.
De begraafplaats telt 32 geïdentificeerde Gemenebest graven uit de Tweede Wereldoorlog.